# 262 (số)
262 (hai trăm sáu mươi hai) là một số tự nhiên ngay sau 261 và ngay trước 263.